# Po (album)
Po – piąty album długogrający szczecińskiego zespołu metalowego Quo Vadis. Został on wydany w 1999 roku nakładem wytwórni Jimmy Jazz Records znanej wcześniej jako Rock'n'Roller. 

## Lista Utworów[1]
| Nr  | Tytuł utworu                                      | Długość |
| --- | ------------------------------------------------- | ------- |
| 1.  | „Krew”                                            | 3:34    |
| 2.  | „Droga”                                           | 5:34    |
| 3.  | „Skoczek”                                         | 4:57    |
| 4.  | „Naród”                                           | 5:10    |
| 5.  | „To ostatnia niedziela” (Cover Mieczysława Fogga) | 4:39    |
| 6.  | „Sen”                                             | 4:35    |
| 7.  | „Czarnoksiężnik”                                  | 1:22    |
| 8.  | „Broń”                                            | 4:13    |
| 9.  | „Gracz”                                           | 4:22    |
| 10. | „Smells Like Teen Spirit” (Cover Nirvana)         | 5:27    |
| 11. | „Ikar”                                            | 3:49    |
| 12. | „TV”                                              | 3:57    |
| 13. | „Noc”                                             | 5:34    |
|     |                                                   | 57:13   |

## Twórcy[2]
- Tomasz „Skaya” Skuza – wokal, bass
- Jacek „Dżek” Gnieciecki – gitara
- Paweł „Golimosju” Golimowski – perkusja